# فيلي بلير
فيلي بلير (بالإنجليزية: Willie Blair)‏ هو لاعب كرة قاعدة أمريكي، ولد في 18 ديسمبر 1965 في بينتسفيل في الولايات المتحدة.

## وصلات خارجية
- فيلي بلير على موقعبيزبول رفرنس.كوم (الدوري الرئيسي) (الإنجليزية)
- فيلي بلير على موقعبيزبول رفرنس.كوم (الدوري الثانوي) (الإنجليزية)
- فيلي بلير على موقع مشجعي الرسوم البيانية (الإنجليزية)